# 短體項鰭鯰
短體項鰭鯰，為輻鰭魚綱鯰形目項鰭鯰科的其中一種，為熱帶淡水魚類，分布於南美洲蓋亞那Potaro河流域，體長可達8.4公分，棲息在底層水域，生活習性不明。

## 扩展阅读
維基物種上的相關：短體項鰭鯰